# ヤマガラシ
ヤマガラシ（山芥子、学名：Barbarea orthoceras）は山地に自生するアブラナ科の多年生植物である。ミヤマガラシ（深山芥子）とも呼ばれる。

## 分布
本州中部以北、北海道、千島列島、サハリン、カムチャツカ半島、朝鮮半島、シベリア東部、北米の温帯、モンゴルに分布。低山帯から高山帯の、渓流沿いのれき地や水湿地に生える。

## 特徴
高さ20 - 60センチメートル。茎は直立し、上部で枝分かれし、茎頂に多数の小さな花をつける。開花は5 - 8月ごろ。花は黄色で総状につき、それぞれの花の直径は4.5 - 8ミリメートル、花柱は太く長さ1 - 1.5ミリメートル、花弁は倒卵形。花が咲いた後、花軸は伸長し、長さ3 - 4センチメートルの直立した長角果をつける。果実は４稜で下についたものから順番に熟す。種子は凹点と薄い縁取りがあり、長さ1.5 - 2ミリメートル。根生葉（根際から生える葉）は頭大羽状の複葉で、長さ6 - 12センチメートル。頂小葉は楕円形から卵型。茎から生える葉は耳形（基部が耳朶のように広がる葉）で茎をだく。

## 利用
若芽や若苗を天ぷらやおひたしにして食べることができる。しかし本種は自然保護区に生えていることが多いので採取できる機会は少ない。

## 近縁種
- ニイタカガラシ Barbarea taiwaniana
- ハルザキヤマガラシ Barbarea vulgaris